# Kayombe
Kayombe är ett periodiskt vattendrag i Burundi.   Det ligger i provinsen Bururi, i den sydvästra delen av landet, 60 kilometer söder om huvudstaden Bujumbura.
Omgivningarna runt Kayombe är en mosaik av jordbruksmark och naturlig växtlighet. Runt Kayombe är det ganska tätbefolkat, med 166 invånare per kvadratkilometer.